# Tôn Phấn
Tôn Phấn (giản thể: 孙奋; phồn thể: 孫奮; bính âm: Sun Fen; ? – 270), tự Tử Dương (子揚), là Hoàng tử Đông Ngô thời Tam Quốc trong lịch sử Trung Quốc.

## Cuộc đời
Tôn Phấn quê ở huyện Phú Xuân, quận Ngô, Dương Châu, là con trai thứ năm của Ngô Đại đế Tôn Quyền với Trọng Cơ. Năm 252, Tôn Phấn được phong tước Tề vương, đóng đô ở Vũ Xương thuộc quận Giang Hạ, Kinh Châu. Phấn lấy con gái của Lang trung Viên Diệu (con trai của Viên Thuật) làm vương phi.
Năm 252, Tôn Quyền băng, Thái tử Tôn Lượng lên ngôi vua, tức Ngô Phế đế. Thái phó Gia Cát Khác năm quyền phụ chính. Gia Cát Khác không muốn để các thân vương đóng ở các khu vực hiểm yếu bên bờ Trường Giang, muốn di chuyển đất phong của Tôn Phấn đến quận Dự Chương. Tôn Phấn tức giận, không nghe theo mệnh lệnh, lại nhiều lần phạm pháp. Gia Cát Khác phải gửi thư khuyên can. Phấn nhận được thư, vô cùng sợ hãi, đồng ý di chuyển đến huyện Nam Xương (thuộc Dự Chương). Nhưng ở đất mới, Tôn Phấn lại ham săn bắn, khiến các thuộc quan không chịu nổi.
Năm 253, Gia Cát Khác bị Vũ Vệ tướng quân Tôn Tuấn giết chết để chiếm đoạt quyền lực. Tôn Phấn đến Vu Hồ, muốn di chuyển đến đô thành Kiến Nghiệp để quan sát tình thế. Phó tướng Tạ Từ (謝慈) cùng nhiều người khuyên can, đều bị Tôn Phấn giết. Tôn Phấn bởi vậy bị hạch tội, phế làm thứ dân, đày đến huyện Chương An thuộc quận Cối Kê.
Năm 258, Tôn Lượng hạ chiếu phong Tôn Phấn làm Chương An hầu.
Năm 270, Mạt đế Tôn Hạo đau lòng trước cái chết của Vương phu nhân, nên túc trực cạnh linh cữu suốt mấy tháng không ra khỏi cửa. Dân gian đồn đoán Tôn Hạo đã chết, một trong hai người Chương An hầu Tôn Phấn hoặc Thượng Ngu hầu Tôn Phụng sẽ nối ngôi. Thái thú Dự Chương Trương Tuấn tin là thật, cho người đến quét tước mộ của Trọng Cơ. Tôn Hạo biết chuyện, xử Trương Tuấn ngũ mã phanh thây, tru di tam tộc. Tôn Phấn cùng năm con trai đều bị giết, hủy bỏ tước phong.

## Trong văn hóa
Tôn Phấn không xuất hiện trong tiểu thuyết Tam quốc diễn nghĩa của La Quán Trung.